# Leucauge quadripenicillata
Leucauge quadripenicillata là một loài nhện trong họ Tetragnathidae.
Loài này thuộc chi Leucauge. Leucauge quadripenicillata được miêu tả năm 1893 bởi Hasselt.